# Lanser See

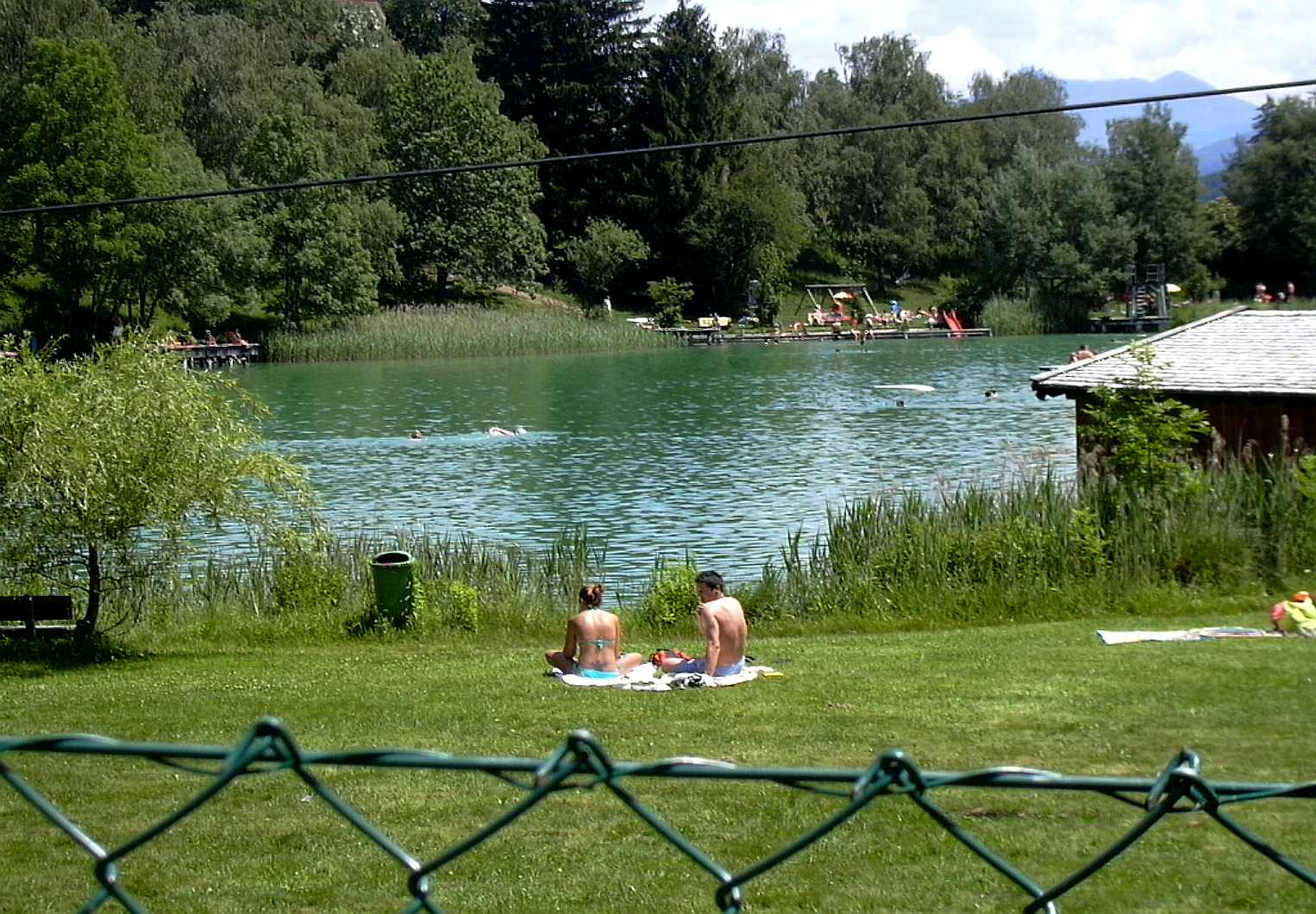
Das Südufer des Lanser Sees

Der Lanser See ist ein Badesee bei Lans im südöstlichen Mittelgebirge oberhalb von Innsbruck. Der See hat eine Wasserfläche von 2,7 ha und eine maximale Tiefe von rund 10 m. 

## Geographie
Der Lanser See liegt westlich von Lans unterhalb des Lanser Kopfs auf 840 m ü. A.
Es handelt sich um einen Moorsee, der vom nordöstlich gelegenen Seerosenweiher und durch Grundwasser gespeist wird. Er entwässert im Südwesten über den Lanser-See-Bach. Dieser fließt Richtung Westen durch das Viller Moor nach Vill, wo er in den Viller Bach mündet, der nach circa 2 km in der Sillschlucht in die Sill fließt.
Von seiner Entstehung her ist der Lanser See ein Toteissee, das heißt, er ist durch das Abschmelzen eines an dieser Stelle liegenden, sedimentüberdeckten endeiszeitlichen Eiskörpers entstanden.

## Geschichte
Der Lanser See wurde 1328 von Heinrich II. dem Stift Wilten als Gegenleistung für den Aufwand bei seinen Hochzeitsfeierlichkeiten mit Beatrice von Savoyen vermacht. Unter den Bayern wurde der See verstaatlicht und 1808 verkauft. Die erste Badehütte wurde 1847 errichtet. Zugelassen waren ausschließlich Männer. 1908 wurde das Bad vergrößert und ein separates Damenbad eingerichtet. Seit 1935/36 ist der Lanser See ein Familienbad.

## Ökologie
Der Lanser See ist ein nährstoffreiches Gewässer und befindet sich in einem stabil eutrophen Grundzustand. Die Sichttiefe beträgt in der Regel weniger als 2 m.
Die mikrobiologische Badewasserqualität wurde 2011 und 2012 als gut, 2013 als ausgezeichnet bewertet.

## Nutzung
Der Lanser See ist ein kostenpflichtiger Badesee, die Wassertemperatur erreicht im Sommer rund 25 °C. Bei entsprechenden Wetterbedingungen wird der Lanser See im Winter zum Eislaufen genutzt.
Der See ist an die Straßenbahnlinie 6 und die Buslinie J der Innsbrucker Verkehrsbetriebe angeschlossen. 